# Poolwervel

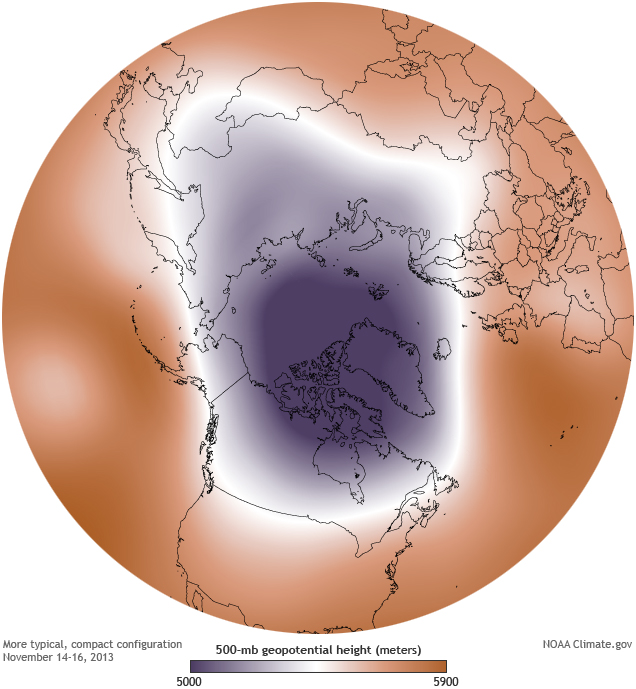
De karakteristieke vorm van de poolwervel boven de Noordpool in november 2013

(a)(b) De meanderende poolwervel met de straalstroom (roze) tussen de koude poollucht (blauw) en de warme lucht (roze), (c) een gebied met koude lucht raakt los.

Een poolwervel is een groot lagedrukgebied (cyclonale circulatie) rond of in de buurt van een van de polen van de Aarde, dat langere tijd op dezelfde plek blijft. Een poolwervel is een verschijnsel hoog in de atmosfeer (hoogtelaag) en heeft invloed op het weer aan het aardoppervlak.
Een verzwakking van de poolwervel was de oorzaak van de koudegolf van 2013-2014 in Noord-Amerika en die van eind januari- begin februari 2019 in Noord-Amerika. Door plotselinge stratosferische opwarming verzwakte de poolwervel snel en zakte deze uit over Noord-Amerika.